# Fairview Beach (Virginia)
Fairview Beach es un lugar designado por el censo en el  condado de King George, Virginia  (Estados Unidos). Según el censo de 2010 tenía una población de 391 habitantes.

## Demografía
Según el censo del 2000, Fairview Beach tenía 230 habitantes, 112 viviendas, y 63 familias. La densidad de población era de 592 habitantes por km².
De las 112 viviendas en un 17,9%  vivían niños de menos de 18 años, en un 39,3%  vivían parejas casadas, en un 11,6% mujeres solteras, y en un 43,8% no eran unidades familiares. En el 34,8% de las viviendas  vivían personas solas el 8% de las cuales correspondía a personas de 65 años o más que vivían solas. El número medio de personas viviendo en cada vivienda era de 2,05 y el número medio de personas que vivían en cada familia era de 2,56.
Por edades la población se repartía de la siguiente manera: un 13,9% tenía menos de 18 años, un 10% entre 18 y 24, un 23,5% entre 25 y 44, un 30,9% de 45 a 60 y un 21,7% 65 años o más.
La edad media era de 46 años.  Por cada 100 mujeres de 18 o más años  había 112,9 hombres.
La renta media por vivienda era de 47.188$ y la renta media por familia de 48.056$. Los hombres tenían una renta media de 46.528$ mientras que las mujeres 25.156$. La renta per cápita de la población era de 22.231$. Ninguno de las familias y el 2,8% de la población estaban por debajo del umbral de pobreza.

## Localidades adyacentes
El siguiente diagrama muestra a las localidades más próximas a Fairview Beach.